# Ramon Estellés
Ramon Estellés (València mitjans del segle xix - principis del segle XX) fou un compositor de sarsueles valencià.
Cultivà la sarsuela sobretot el genero Chico, durant l'últim quart del segle xix, en col·laboració amb altres compositors i vegades sol.
Les seves obres més conegudes són:
- La mascarita,
- El mesón del sevillano,
- Churro Bragas, (paròdia de Curro Vargas, de Chapí)
- ¡Olé Sevilla!, En col·laboració amb Julián Romea,
- Los rancheros, en col·laboració amb Rubio,
- La marcha de Cádiz, La tonta de capirote, Las escopetas, en col·laboració amb Valverde,

- ¡Cariño!, obra que va constituir el repertori de cartell de les companyies de genero chico, també fou autor de nombroses peces de ball.